# Aperture
Aperture was een fotobewerkings- en -beheerprogramma ontwikkeld door Apple voor het besturingssysteem macOS. Het programma werd uitgebracht in 2005 en kostte toen 499 dollar. Nadien daalde de prijs eerst naar 199 dollar, en bij het uitkomen in de Mac App Store op 6 januari 2011 naar 62,99. In juni 2014 kostte Aperture 69,99 euro.
Apple verving Aperture in 2015 door de app 'Foto's'.